# Centro de Militares para la Democracia Argentina
El Centro de Militares para la Democracia Argentina (CEMIDA) es una organización formada por militares demócratas en 1984 con el fin de promover el espíritu de democracia y legalidad en las Fuerzas Armadas argentinas.
El CEMIDA destaca por mostrarse muy favorable que se esclarezca quiénes fueron culpables de delitos aberrantes, y que esos reciban las sanciones que las leyes determinan y así el resto de los militares queden libres de toda sospecha y hayan recuperado la admiración y respeto de la ciudadanía a las fuerzas desde un espíritu basado en el código de conducta que les diera José de San Martín.

## Historia
El CEMIDA fue fundado en 1984 por un grupo de militares retirados, hastiados de golpes de Estado y sistemas dictatoriales, avergonzados de la impunidad de algunos delincuentes que, con su accionar, pretendieron mimetizarse con las instituciones que sus conductas habrían deshonrado.
Osvaldo Bayer sostiene que: 

Cuando se formó el Cemida con los militares esos oficiales no fueron los que dieran los lineamientos para el futuro de las Fuerzas Armadas argentinas. Siguiendo el ejemplo del gobierno de la nueva Alemania posnazista, que justamente eligió a los pocos oficiales que se habían jugado contra Hitler, para dar las bases de lo que iba ser la actual Bundeswehr. Pero ni Alfonsín, ni Menem recurrieron a ellos. Al contrario, se los aisló; los medios de prensa apenas si los mencionaban, a pesar de que dieron conferencias de alto valor donde se resaltaba la ética que debía tener un nuevo ejército en la democracia.

## Objetivos
Los objetivos declarados de la institución son apoyar la institucionalización en la República, al pensar que la democracia constituye el único medio para lograr la profundización de la liberación argentina y latinoamericana. También hacer conocer a la opinión pública y en particular a los Oficiales de las Fuerzas Armadas, la existencia de un pensamiento militar genuinamente constitucionalista opuesto a toda manifestación militar que exceda los límites de lo legal, lo moral y lo ético; según las más puras tradiciones sanmartinianas. Finalmente, el CEMIDA «busca propiciar la recuperación para la Nación Argentina, de las fuerzas armadas con sentido nacional y continental, al relacionar su función con su creación durante las luchas por la independencia y su virtud fundamental debe ser la subordinación de su acción a la voluntad soberana de los ciudadanos.»

## Miembros destacados
- Jorge Leal
- Juan Jaime Cesio
- Horacio Ballester
- José Luis D'Andrea Mohr

## Cierre del CEMIDA
En abril del año 2012 el CEMIDA decidió autodisolverse, ceder la guarda de todo su material a la secretaria Elsa Bruzzone, e iniciar una nueva organización que se llama "Centro de Militantes por la Democracia Argentina", conservando así la sigla CEMIDA pero pudiendo admitir ahora todo tipo de miembros, no exclusivamente militares.